# Втори виенски арбитраж
Вторият виенски арбитраж е политическо решение на нацистка Германия и фашистка Италия от 30 август 1940 г., в резултат на което Унгария получава Северна Трансилвания от Румъния. Румъния се вижда принудена да отстъпи и Южна Добруджа на България по силата на Крайовската спогодба поради натиска на Съветския съюз за връщането на Бесарабия. Съветите предлагат със Соболевата акция на България и Северна Добруджа. 

## Статистически данни
Отстъпената от Румъния на Унгария територия е с площ 43 104 км². Според румънското преброяване на населението от 1930 г. на тази територия са живеели 2 393 300 души. През 1941 г. унгарските власти провеждат свое преброяване, според което населението на тази територия е 2 578 100 души. Сравнението е представено в таблицата :
| Националност/ майчин език | Румънско преброяване от 1930 г. | Румънско преброяване от 1930 г. | Унгарско преброяване от 1941 г. | Унгарско преброяване от 1941 г. | Очаквано от румънските власти през 1940 г. |
| Националност/ майчин език | Националност                    | Майчин език                     | Националност                    | Майчин език                     | Очаквано от румънските власти през 1940 г. |
| ------------------------- | ------------------------------- | ------------------------------- | ------------------------------- | ------------------------------- | ------------------------------------------ |
| Унгарци/унгарски          | 912.500                         | 1.007.200                       | 1.380.500                       | 1.344.000                       | 968.371                                    |
| Румънци/румънски          | 1.176.900                       | 1.165.800                       | 1.029.000                       | 1.068.700                       | 1.304.898                                  |
| Немци/немски              | 68.300                          | 59.700                          | 44.600                          | 47.300                          | неизвестно                                 |
| Евреи/идиш                | 138.800                         | 99.600                          | 47.400                          | 48.500                          | 200.000                                    |
| Други, вкл. българи       | 96.800                          | 61.000                          | 76.600                          | 69.600                          | неизвестно                                 |